# Jonathan Greening
Jonathan Greening (Scarborough, North Yorkshire, 1979. január 2. –) angol labdarúgó, labdarúgóedző, aki jelenleg a Scarborough Athletic menedzsere.

## Pályafutása

### York City
Greening a York Citynél kezdte profi pályafutását 1996-ban. Az 1996–97-es szezonban sokat segített csapatának a harmadosztályban való bennmaradásban. Összesen 26 bajnokin lépett pályára a Yorkban és két gólt szerzett.

### Manchester United
1998. március 26-án a Manchester Unitedhez igazolt. Bár nem tudta beverekedni magát a kezdőbe, 1999-ben behívták az U21-es angol válogatottba. Az 1998–99-es Bajnokok Ligája döntőjén végig a kispadon ült. A sorozatban egyetlen meccsen sem lépett pályára, ennek ellenére megkapta a győztes csapat tagjainak járó medált. 2000-ben újra meghosszabbította szerződését a Uniteddel, de egy évvel később bejelentette, hogy távozni szeretne, mivel túl keveset játszik.

### Middlesbrough
2001 nyarán őt és csapattársát, Mark Wilsont is leigazolta a Middlesbrough, összesen 3 millió fontért. Három szezont töltött a Borónál, 2002–03-as idényben őt választották a csapat legjobbjának és az angol válogatottba is bekerült, de ott nem jutott játéklehetőséghez. A 2003–04-es évadban kevés lehetőséget kapott, így a távozás mellett döntött.

### West Bromwich Albion
Greening 2004 júliusában 1,25 millió fontért a West Bromwich Albionhoz szerződött. A 2004–05-ös szezon első meccsén, a Blackburn Rovers ellen debütált. Hamar kulcsfontosságú tagja lett a WBA középpályájának és sokat segített csapatának a bennmaradás kiharcolásában. Első három idényében 125 meccsen játszott, mindössze hétszer állt be csereként.
2007 nyarán egy új, három évre szóló szerződést kapott a birminghamiektől és megkapta a csapatkapitányi karszalagot. A 2007–08-as idényben mindössze egy mérkőzést hagyott ki, azt is eltiltás miatt. Játszott az FA Kupa elődöntőjében is, ahol a West Brom 1–0-s vereséget szenvedett a Portsmouth-tól. Egy hónappal később magasba emelhette a Championship bajnoki trófeáját.
A 2008–09-es szezonban többször hangoztatta, hogy szeretne hosszabbítani a West Bromwich-csal. Egy négy évre szóló szerződést ajánlottak fel neki, mégis azt kérte, hogy helyezzék átadólistára. A Fulham szerette volna leigazolni, de a WBA elutasította az ajánlatukat.

### Fulham
Végül a londoniak, úgy döntöttek, hogy a 2009–10-es évad végéig kölcsönveszik és az idény végén megpróbálják véglegesíteni a szerződését.
2010. július 1-jén kétéves szerződést kötött a Fulhammel, de az új vezetőedző, Mark Hughes elképzeléseibe nem fért bele, így általában csereként lépett pályára a szezonban.

### Nottingham Forest
2011. július 18-án aláírt a másodosztályú Nottingham Foresthez. A hároméves kontraktus mellett szólt, hogy volt edzője Steve McClaren (a Manchester Unitednél és a Middlesbrough-nál is dolgoztak együtt) ült a Vörös Ördögök kispadján. 2011-ben szinte minden mérkőzésen pályára lépett, de McClaren menesztése és a Forest fiatalítási rendszere miatt kikerült a kezdőcsapatból.

## Sikerei, díjai

### Manchester United
- Bajnokok Ligája-győztes: 1998/99

### West Bromwich Albion
- Az angol másodosztály bajnoka: 2007/08

## Külső hivatkozások
- Jonathan Greening pályafutásának statisztikái a Soccerbase oldalon (angolul)

## Fordítás
- Ez a szócikk részben vagy egészben  a   Jonathan Greening című angol Wikipédia-szócikk fordításán alapul.  Az eredeti cikk szerkesztőit annak laptörténete sorolja fel. Ez a jelzés csupán a megfogalmazás eredetét és a szerzői jogokat jelzi, nem szolgál a cikkben szereplő információk forrásmegjelöléseként.